# Annie Wood
Pour les articles homonymes, voir Wood.
Ann Rubanoff dite Annie Wood, née le 10 février 1969, à Los Angeles, est une actrice américaine.

## Filmographie

### Cinéma
- 2009 : Ma vie pour la tienne, femme de Tommy
- 2007 : Charlie, les filles lui disent merci - Lara
- 2006 : Heart of Fear - Samantha Hunt
- 2006 : Christopher Brennan Saves the World - Diora
- 1995 : Caged Hearts - Marcy
- 1995 : Cellblock Sisters: Banished Behind Bars - April
- 1991 : Breathing Fire - April